# Ясенянка
Ясенянка (пол. Jasienianka, Jasienna, Wojnarówka) — гірська річка в Польщі, у Новосондецькому повіті Малопольського воєводства. Ліва притока Білої, (басейн Балтійського моря).

## Опис
Довжина річки 13 км, найкоротша відстань між витоком і гирлом — 9,38  км, коефіцієнт звивистості річки — 1,39 . Формується притоками, багатьма безіменними струмками та частково каналізована.

## Розташування
Бере початок на південно-східних схилах безіменної гори (523,33 м) на висоті близько 490 м над рівнем моря у селі Ясенна (гміна Коженна). Спочатку тече переважно на південний схід через Коженна, Нецев, Войнарову. Далі повертає на північний схід і на висоті 282,2 м над рівнем моря впадає у річку Білу, праву притоку Дунайця.

## Притоки
- Липниця (ліва), Кружлова (права)[3].

## Цікаві факти
- Після села Нецев і до гирла річка називається Войнарувка[1].
- Понад річкою пролягають туристичні шляхи, які на мапі значаться кольором: зеленим (Биковець — Бобова), синім (Барткова — Пшидониця — Жебрачка (502 м) — Биковець — Брусьник), червоним (Барткова — Дзял (450 м))[4].
- Біля верхів'я річки у селі Ясенна розташований Аеродром Ясенна[4].